# Bønnestene Rønne
Bønnestene Rønne est le nom d'un petit menhir situé à Rønne, commune de l'île de Bornholm, au Danemark.

## Situation
Il se dresse dans le petit jardin d'une maison de la rue Landemærket, dans le centre de Rønne.

## Description
Le monolithe a une hauteur d'1,47 m, une largeur d'1 m et une épaisseur comprise entre 50 cm et 70 cm ; la datation proposée de la pierre est comprise entre 1700 av. J.-C. et 375 apr. J.-C..